# Sidi Ladjel
Sidi Ladjel è un comune dell'Algeria, situato nella provincia di Djelfa.